# Iwao Yamane
Iwao Yamane (jap. 山根 巌 Yamane Iwao; ur. 31 lipca 1976) – japoński piłkarz występujący na pozycji pomocnika.

## Kariera klubowa
Od 1995 do 2011 roku występował w klubach Sanfrecce Hiroszima, Oita Trinita, Kawasaki Frontale, Kashiwa Reysol i Zweigen Kanazawa.